# Valija diplomática

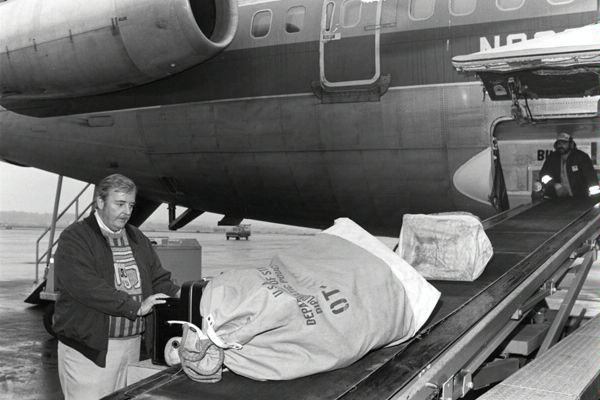
Un empleado del Departamento de Estado de los Estados Unidos ocupándose del correo diplomático americano en enero de 1985 en el Aeropuerto Internacional de Washington-Dulles.

El término valija diplomática  corresponde en las relaciones internacionales a la correspondencia entre un gobierno y sus agentes en el exterior y su inviolabilidad. Se encuentra regulado por la Convención de Viena sobre Relaciones Diplomáticas de 1961 y la Convención de Viena sobre Relaciones Consulares de 1963, en España, este último texto publicado en el BOE núm. 56, de 6 de marzo de 1970.
Si bien en origen el elemento enviado era una valija o maleta, hoy en día las necesidades burocráticas y logísticas de los estados han extendido esa denominación a elementos mucho más voluminosos. Su uso no ha estado exento de abusos por parte de sus remitentes, suspicacias por parte de los Estados que deben dejarlos transitar y anécdotas de los elementos enviados.